# Guarianthe
Guarianthe är ett litet släkte epifyta orkidéer, som växer i skogarna i Centralamerika och norra Sydamerika. Släktet skildes från Cattleya baserat på fylogenetiska studier med DNA-sekvensering (van den Berg et al., 2000).

## Arter
- Guarianthe aurantiaca (Bateman) Dressler & W.E. Higgins
- Guarianthe bowringiana (Veitch) Dressler & W.E. Higgins
- Guarianthe patinii (Cogn.) Dressler & W.E. Higgins
- Guarianthe skinneri (Bateman) Dressler & W.E. Higgins